# Амадей IV
Амадей IV (італ. Amedeo IV; 1197 — 11 червня 1253) — граф Савойський в 1233—1253 роках.

## Життєпис
Походив з Савойського дому. Старший син Томаса I, графа Савойї і Мор'єнни, та Маргарити Женевської. Народився 1197 року в м.Монмельян. 1213 року був заручений з Агнесою, донькою Боніфація Алерамічі, маркграфа Салуццького, але та померла ще до укладання шлюбу. 1217 року пошлюбив представницю Бургундського дому. Згадується 1220 року, коли Амадей був свідком пожертви монастирю Св. Марка.
Після смерті батька 1233 року успадкував родинні володіння. Втім стикнувся з амбіціями братів Аймона і П'єтро, що вимагали розділити території та віддати їм частку. Водночас намагався спиратися на міста, надавши Монмельяну і Шамбері нові права. також розпочав політику впровадження норм римського права, якому поступово стали підпорядковуватися положення звичаєвого права. Згодом було впроваджено посаду судді Савойського графства, завдяки чому судочинство набуло системності.
1234 року разом з братом Вільгельмом, єпископом Валансу, скликав родинні збори в Шийонському замку. Зрештою за посередництва Вільгельма та військової підтримки зятів Манфреда III, маркграфа Салуццо, і Боніфація II, маркграфа Монферрата, було домовлено зберегати землі Савойського дому нерозривними, але молодшим братам було надано прикордонні замки з метою заохотити їх розширювати володіння. П'єтро отримав сеньйорію Буге (згодом поміняв на Во), а Аймон — Шабле.
1235 року такі ж землі отримав інший брат Томас. Того ж року відбулася війна з містами Пінероло і Турин, комуни яких граф Савойський намагався остаточно підкорити, але не мав якогось певного успіху. Того ж року заснував монеті двори в Шамбері, Бур-ан-Брезе та Понт-д'Айн. Починає впроваджувати інститут шателенів (на кшталт каштелянів), що опікувалися збором податків. Поступово їх чисельність досягла 30 осіб.
Шлюб короля Англії Генріха III з Елеонорою Прованською, небогою Амадея IV посилив зв'язки з англійським королівським двором. Брати Амадея IV — П'єтро і Боніфацій — перебралися до Англії, де зробили швидку кар'єру.
1237 року Амадей IV оголосив брата Томаса своїм спадкоємцем в Савойському графстві. 1238 року призначений імператорським вікарієм в Ломбардії, потім отримав титул герцога Шабле і Аости. Того ж року заснував монетні двори в Сен-Генікс-сюр-Гірс та Доннасі. Тоді ж на монетах став позначатися як Амадей Савойський, першим зі свого роду. 1239 року граф вирішив залишити володіння своїм донькам із зятями. Того ж року підтримав брата Філіппа у боротьбі за Лозаннське єпископство.
1240 року знову оголосив брата Томаса своїм спадкоємцем. 1243 року після смерті дружини оженився вдруге. У липні 1243 року Амадей IV з братом Томасом приєдналися до військ Енцо Гогенштауфена, короля Сардинії, що взяв в облогу місто Верчеллі, яке перейшло на бік Папського престолу. Втім облога була невдалою, а Амадея IV з братом було відлучено від церкви. Втім невдовзі новий папа римський Іннокентій IV зняв інтердикт. 1244 року уклав мир з Жаном де Коссоне, єпископом Лозанни, визнавши того владу в єпархії. Наприкінці того ж року, коли папа римський втік із Риму, Амадей IV зустрів його в Сузі, провівши через перевали до Шамбері, а потім надав свого брата Філіппа, що супроводив понтифіка до Ліона.
1245 року спільно з Гігом VII, дофіном В'єннським, пропонував імператорові Фрідріху II атакувати папу римського в Ліоні. Того ж року надав вільний прохід для імператорського війська, місцем збору якого було обрано місто Шамбері, столицю Савойського графства. Але план не вдалося втілити через повстання в Пармі. Водночас Амадей IV не допустив прохід 1500 вояків, надісланих папою римським на допомогу Ломбардській лізі, ворогу імператора Фрідріха II Гогенштауфена.
1246 року домовився з Генріхом III, королем Англії, про надання проходу англійцям через альпійські проходи за щорічну платню в 200 марок. Того ж року долучився до війська, що супроводжувало Беатрису Прованську до її нареченого Карла Анжуйського.
В 1247 Амадей IV призначив брата Томаса князем П'ємонту, залишаючи себе сувереном цих земель. Водночас імператор надав йому ф'єфи Турин, Іврея, Кан, Ріволі. Разом з тим з цього року шателени починають виконувати обов'язки судових приставів. 1248 року за дорученням імператора граф Савойський їздив до Інокентія IV до Ліону, де намагався домовитися про мир, втім невдало.
Навіть після смерті Фрідріха II у 1250 року продовжував підтримувати Гогенштауфенів, надавши 1251 року вільний прохід Конраду IV, королю Німеччини. У серпні 1251 року підтвердив усі пожертви, зроблені попередниками на користь монастирів. 1252 року оголосив свого сина Боніфація єдиним спадкоємцем Савойського графства при регентстві брата Томаса. Помер Амадей IV 1253 року в Монмельяні.

## Родина
1 Дружина — Маргарита, донька Гуго III, герцога Бургундії
Діти:
- Беатріса (д/н—1258), дружина: 1) Манфреда III Алерамічі, маркграфа Салуццо; 2) Манфреда Гогенштауфена, короля Сицилії
- Маргарита (д/н—1254), дружина: 1) Боніфація II Алерамічі, маркграфа Монферрата; 2) Аймара III де Пуатьє, графа Валентинуа

2 Дружина — Цецилія, донька Барраля I де Бо, віконта Марселя
Діти:
- Боніфацій (1245—1263), граф Савойський
- Беатріса (1250—1292), дружина: 1) П'єра де Шалона, сеньйора Сален-ле-Бен; 2) інфанта Мануїла Кастільського; мати письменника Хуана Вільєнського
- Елеонора, дружина Гіхарда де Боже
- Констанція (д/н — після 1263)